# Lesser Matters
Lesser Matters è il primo album in studio del gruppo musicale svedese The Radio Dept., pubblicato nel 2003.

## Tracce
1. Too Soon – 1:17
2. Where Damage Isn't Already Done – 2:43
3. Keen on Boys – 4:53
4. Why Won't You Talk About It? – 3:08
5. It's Been Eight Years – 2:33
6. Bus – 2:58
7. Slottet #2 – 3:07
8. 1995 – 3:11
9. Against the Tide – 4:23
10. Strange Things Will Happen – 4:24
11. Your Father – 4:01
12. Ewan – 2:23
13. Lost and Found – 4:09

## Formazione
- Johan Duncansson - voce, chitarra, tastiera
- Per Blomgren - batteria
- Lisa Carlberg - basso, piano
- Martin Larsson - voce, chitarra, tastiera
- Elin Almered - voce (traccia 10)
- Johannes Burström - synth (tracce 3 e 8)